# Внешняя политика Южного Судана
Республика Южный Судан провозгласила свою независимость 9 июля 2011 года на основании результатов референдума 9—16 января 2011 года о независимости от Судана, правительство которого приветствовало итоги голосования и заявило, что планирует открыть посольство в Джубе сразу после распада государства. Соседние страны, кроме Чада и поначалу Эритреи, также приветствовали независимость региона.
Некоторые государства объявили о том, что намерены признать независимость Южного Судана задолго до 9 июля 2011 года. Ряд государств признал независимость Южного Судана уже 8—9 июля 2011 года, всего в первые дни его признали несколько десятков стран, а некоторые сделали это или объявили о таком намерении позже. Россия установила дипломатические отношения с Южным Суданом 22 августа 2011 года.
Великобритания и ряд других государств объявили о планах открыть посольство в Южном Судане.
18 апреля 2012 года Южный Судан стал членом Международного валютного фонда и Всемирного банка.
Крайне напряжёнными, вплоть до вооружённых конфликтов, остаются отношения с Суданом, с которым имеются территориальные и экономические споры. Между Южным Суданом и Суданом произошли вооружённые конфликты в спорной зоне Южного Кордофана в мае—августе 2011 года и в Хеглиге в марте—апреле 2012 года.
Южный Судан имеет спорные территории с Суданом (Район Абьей и Район Кафия-Кинги) и Кенией (Треугольник Илеми).

## Государства, признавшие независимость Южного Судана

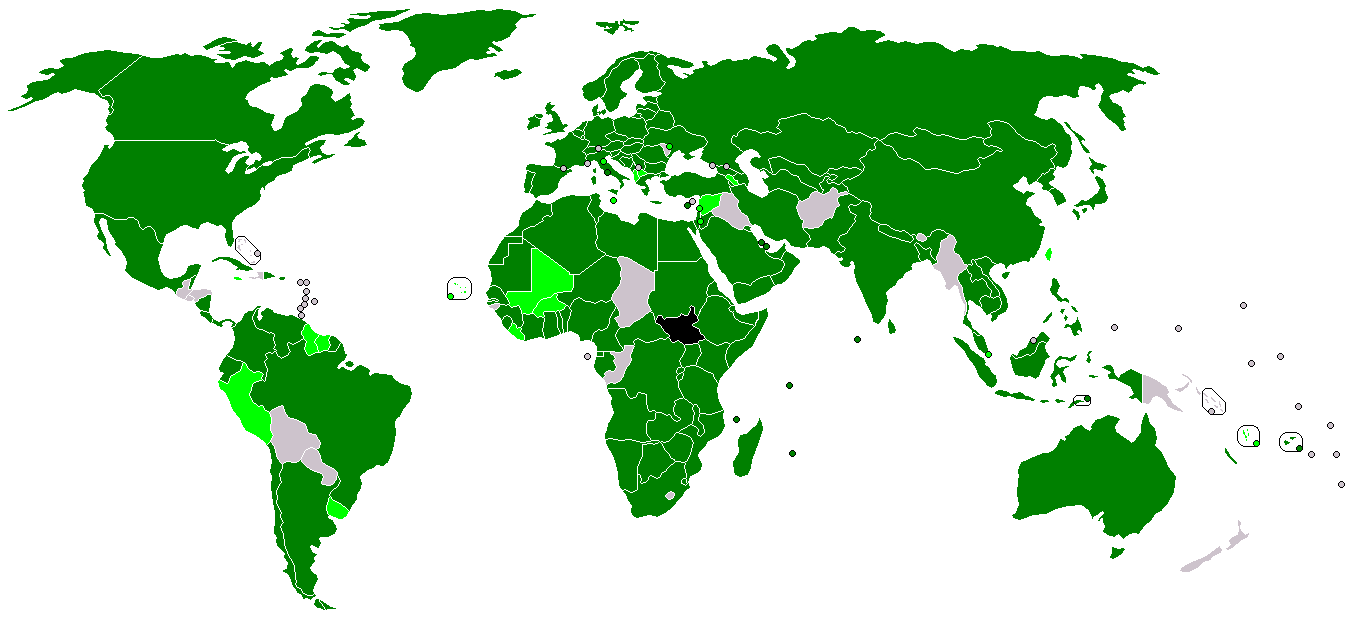
Тёмно-зелёным — Государства, которые признали независимость и установили дипломатические отношения, светло-зелёным — только признали независимость

|     | Страна                           | Дата признания                                    | Участие в основных международных организациях              |
| --- | -------------------------------- | ------------------------------------------------- | ---------------------------------------------------------- |
| 1   | Судан                            | 8 июля 2011 года вступило в силу 9 июля 2011 года | АС ЛАГ ОИК                                                 |
| 2   | Германия                         | 8 июля 2011 года вступило в силу 9 июля 2011 года | СБ ООН (непостоянный член) ЕС НАТО                         |
| 3   | Республика Корея                 | 8 июля 2011 года вступило в силу 9 июля 2011 года |                                                            |
| 4   | Египет                           | 8 июля 2011 года вступило в силу 9 июля 2011 года | АС ЛАГ ОИК                                                 |
| 5   | Кения                            | 8 июля 2011 года вступило в силу 9 июля 2011 года | АС ВАС Содружество наций                                   |
| 6   | Польша                           | 8 июля 2011 года вступило в силу 9 июля 2011 года | ЕС НАТО                                                    |
| 7   | Экваториальная Гвинея            | 9 июля 2011 года                                  | АС                                                         |
| 8   | Китай                            | 9 июля 2011 года                                  | СБ ООН (постоянный член) ШОС                               |
| 9   | Великобритания                   | 9 июля 2011 года                                  | СБ ООН (постоянный член) ЕС НАТО Содружество наций         |
| 10  | Турция                           | 9 июля 2011 года                                  | ОИК НАТО                                                   |
| 11  | Италия                           | 9 июля 2011 года                                  | ЕС НАТО                                                    |
| 12  | США                              | 9 июля 2011 года                                  | СБ ООН (постоянный член) НАТО                              |
| 13  | Канада                           | 9 июля 2011 года                                  | НАТО Содружество наций                                     |
| 14  | Австралия                        | 9 июля 2011 года                                  | Содружество наций                                          |
| 15  | Япония                           | 9 июля 2011 года                                  | СБ ООН (непостоянный член)                                 |
| 16  | Ирландия                         | 9 июля 2011 года                                  | ЕС                                                         |
| 17  | Франция                          | 9 июля 2011 года                                  | СБ ООН (постоянный член) ЕС НАТО                           |
| 18  | Куба                             | 9 июля 2011 года                                  | АЛБА                                                       |
| 19  | ЮАР                              | 9 июля 2011 года                                  | СБ ООН (непостоянный член) АС Содружество наций            |
| 20  | Зимбабве                         | 9 июля 2011 года                                  | АС                                                         |
| 21  | ЦАР                              | 9 июля 2011 года                                  | АС                                                         |
| 22  | Мозамбик                         | 9 июля 2011 года                                  | АС ОИК Содружество наций                                   |
| 23  | Алжир                            | 9 июля 2011 года                                  | АС ЛАГ ОИК                                                 |
| 24  | Руанда                           | 9 июля 2011 года                                  | АС ВАС Содружество наций                                   |
| 25  | Швеция                           | 9 июля 2011 года                                  | ЕС                                                         |
| 26  | Норвегия                         | 9 июля 2011 года                                  | НАТО                                                       |
| 27  | Уганда                           | 9 июля 2011 года                                  | АС ОИК ВАС Содружество наций                               |
| 28  | Танзания                         | 9 июля 2011 года                                  | АС ВАС Содружество наций                                   |
| 29  | Армения                          | 9 июля 2011 года                                  | СНГ ОДКБ                                                   |
| 30  | Бразилия                         | 9 июля 2011 года                                  | СБ ООН (непостоянный член) СЮН                             |
| 31  | Румыния                          | 9 июля 2011 года                                  | ЕС НАТО                                                    |
| 32  | Ливия                            | 9 июля 2011 года                                  | АС ЛАГ (с 27 августа 2011 года Ливию представляет НПС) ОИК |
| 33  | Эфиопия                          | 9 июля 2011 года                                  | АС                                                         |
| 34  | Ботсвана                         | 9 июля 2011 года                                  | АС Содружество наций                                       |
| 35  | Испания                          | 9 июля 2011 года                                  | ЕС НАТО                                                    |
| 36  | Австрия                          | 9 июля 2011 года                                  | ЕС                                                         |
| 37  | Швейцария                        | 9 июля 2011 года                                  |                                                            |
| 38  | Нидерланды                       | 9 июля 2011 года                                  | ЕС НАТО                                                    |
| 39  | Дания                            | 9 июля 2011 года                                  | ЕС НАТО                                                    |
| 40  | Латвия                           | 9 июля 2011 года                                  | ЕС НАТО                                                    |
| 41  | Мальта                           | 9 июля 2011 года                                  | ЕС Содружество наций                                       |
| 42  | Греция                           | 9 июля 2011 года                                  | ЕС НАТО                                                    |
| 43  | Иордания                         | 9 июля 2011 года                                  | ЛАГ ОИК                                                    |
| 44  | Индия                            | 9 июля 2011 года                                  | СБ ООН (непостоянный член) Содружество наций               |
| 45  | Люксембург                       | 9 июля 2011 года                                  | ЕС НАТО                                                    |
| 46  | Гана                             | 9 июля 2011 года                                  | АС Содружество наций                                       |
| 47  | Чили                             | 9 июля 2011 года                                  | СЮН                                                        |
| 48  | Камбоджа                         | 9 июля 2011 года                                  | АСЕАН                                                      |
| 49  | Катар                            | 9 июля 2011 года                                  | ЛАГ ОИК                                                    |
| 50  | Мальдивы                         | 9 июля 2011 года                                  | ОИК Содружество наций                                      |
| 51  | Португалия                       | 9 июля 2011 года                                  | СБ ООН (непостоянный член) ЕС НАТО                         |
| 52  | Словакия                         | 9 июля 2011 года                                  | ЕС НАТО                                                    |
| 53  | Нигерия                          | 9 июля 2011 года                                  | СБ ООН (непостоянный член) АС ОИК Содружество наций        |
| 54  | Того                             | 9 июля 2011 года                                  | АС ОИК                                                     |
| 55  | Мали                             | 9 июля 2011 года                                  | АС ОИК                                                     |
| 56  | Сейшельские Острова              | 9 июля 2011                                       |                                                            |
| 57  | Буркина-Фасо                     | 10 июля 2011 года                                 | АС ОИК                                                     |
| 58  | Израиль                          | 10 июля 2011 года                                 |                                                            |
| 59  | Сомали                           | 10 июля 2011 года                                 | АС ЛАГ ОИК                                                 |
| 60  | Кабо-Верде                       | 10 июля 2011 года                                 | АС                                                         |
| 61  | Бахрейн                          | 10 июля 2011 года                                 | ЛАГ ОИК                                                    |
| 62  | Вьетнам                          | 10 июля 2011 года                                 | АСЕАН                                                      |
| 63  | Кувейт                           | 10 июля 2011 года                                 | ЛАГ ОИК                                                    |
| 64  | Ангола                           | 10 июля 2011 года                                 | АС                                                         |
| 65  | Россия                           | 11 июля 2011 года (офиц.), фактически — 9 июля    | СБ ООН (постоянный член) СНГ ОДКБ ШОС                      |
| 66  | Эстония                          | 11 июля 2011 года                                 | ЕС НАТО                                                    |
| 67  | Албания                          | 11 июля 2011 года                                 | ОИК НАТО                                                   |
| 68  | ОАЭ                              | 11 июля 2011 года                                 | ЛАГ ОИК                                                    |
| 69  | Чехия                            | 11 июля 2011 года                                 | ЕС НАТО                                                    |
| 70  | Эритрея                          | 11 июля 2011 года                                 | АС                                                         |
| 71  | Саудовская Аравия                | 11 июля 2011 года                                 | ЛАГ ОИК                                                    |
| 72  | Коста-Рика                       | 11 июля 2011 года                                 |                                                            |
| 73  | Индонезия                        | 12 июля 2011 года                                 | ОИК АСЕАН                                                  |
| 74  | Восточный Тимор                  | 12 июля 2011 года                                 |                                                            |
| 75  | Словения                         | 12 июля 2011 года                                 | ЕС НАТО                                                    |
| 76  | Намибия                          | 12 июля 2011 года                                 | АС Содружество наций                                       |
| 77  | Сенегал                          | 12 июля 2011 года                                 | АС ОИК                                                     |
| 78  | Демократическая Республика Конго | 13 июля 2011 года                                 | АС                                                         |
| 79  | Мавритания                       | 13 июля 2011 года                                 | АС ЛАГ ОИК                                                 |
| 80  | Либерия                          | 13 июля 2011 года                                 | АС                                                         |
| 81  | Джибути                          | 13 июля 2011 года                                 | АС ЛАГ ОИК                                                 |
| 82  | Уругвай                          | 13 июля 2011 года                                 | СЮН                                                        |
| 83  | Бельгия                          | 14 июля 2011 года                                 | ЕС НАТО                                                    |
| 84  | Сингапур                         | 14 июля 2011 года                                 | Содружество наций АСЕАН                                    |
| 85  | Гвинея                           | 14 июля 2011 года                                 | АС ОИК                                                     |
| 86  | Черногория                       | 14 июля 2011 года                                 |                                                            |
| 87  | Кыргызстан                       | 14 июля 2011 года                                 | ОИК СНГ ОДКБ ШОС                                           |
| 88  | Гайана                           | 14 июля 2011 года                                 | ОИК Содружество наций СЮН                                  |
| 89  | Перу                             | 14 июля 2011 года                                 | СЮН                                                        |
| 90  | Мексика                          | 14 июля 2011 года                                 |                                                            |
| 91  | Габон                            | 15 июля 2011 года                                 | СБ ООН (непостоянный член) АС ОИК                          |
| 92  | КНДР                             | 15 июля 2011 года                                 |                                                            |
| 93  | Казахстан                        | 15 июля 2011 года                                 | ОИК СНГ ОДКБ ШОС                                           |
| 94  | Венгрия                          | 15 июля 2011 года                                 | ЕС НАТО                                                    |
| 95  | Иран                             | 16 июля 2011 года                                 | ОИК                                                        |
| 96  | Колумбия                         | 16 июля 2011 года                                 | СБ ООН (непостоянный член) СЮН                             |
| 97  | Кипр                             | 18 июля 2011 года                                 | ЕС Содружество наций                                       |
| 98  | Ливан                            | 18 июля 2011 года                                 | СБ ООН (непостоянный член) ЛАГ ОИК                         |
| 99  | Болгария                         | 19 июля 2011 года                                 | ЕС НАТО                                                    |
| 100 | Бангладеш                        | 20 июля 2011 года                                 | ОИК Содружество наций                                      |
| 101 | Суринам                          | 21 июля 2011 года                                 | ОИК СЮН                                                    |
| 102 | Финляндия                        | 22 июля 2011 года                                 | ЕС                                                         |
| 103 | Пакистан                         | 22 июля 2011 года                                 | ОИК Содружество наций                                      |
| 104 | Хорватия                         | 27 июля 2011 года                                 | НАТО                                                       |
| 105 | Филиппины                        | 1 августа 2011 года                               | АСЕАН                                                      |
| 106 | Аргентина                        | 2 августа 2011 года                               | СЮН                                                        |
| 107 | Панама                           | 18 августа 2011 года                              |                                                            |
| 108 | Беларусь                         | 18 августа 2011 года                              | СНГ ОДКБ                                                   |
| 109 | Сербия                           | 18 августа 2011 года                              |                                                            |
| 110 | Йемен                            | 6 сентября 2011 года                              |                                                            |
| 111 | Таиланд                          | 6 сентября 2011 года                              |                                                            |
| 112 | Северная Македония               | 13 сентября 2011 года                             |                                                            |
| 113 | Литва                            | 14 сентября 2011 года                             | ЕС НАТО                                                    |
| 114 | Босния и Герцеговина             | 20 сентября 2011 года                             |                                                            |
| 115 | Вануату                          | 28 сентября 2011 года или ранее[уточнить]         |                                                            |
| 116 | Ямайка                           | 6 октября 2011 года                               |                                                            |
| 117 | Монголия                         | 20 декабря 2011 года                              |                                                            |
| 118 | Венесуэла                        | 26 декабря 2011 года                              |                                                            |
| 119 | Маврикий                         | 26 декабря 2011 года                              |                                                            |
| 120 | Лаос                             | 26 декабря 2011 года                              |                                                            |
| 121 | Сирия                            | 27 декабря 2011 года                              |                                                            |
| 122 | Шри-Ланка                        | 29 декабря 2011 года                              |                                                            |
| 123 | Украина                          | 11 января 2012 года                               | СНГ ГУАМ                                                   |
| 124 | Малави                           | 26 января 2012 года                               |                                                            |
| 125 | Грузия                           | 16 июня 2012 года                                 | ГУАМ                                                       |
| 126 | Туркменистан                     | 17 августа 2012 года                              |                                                            |
| 127 | Фиджи                            | 26 сентября 2012 года                             |                                                            |
| 128 | Азербайджан                      | 27 октября 2012 года                              | ОИК СНГ ГУАМ                                               |
| 129 | Бенин                            | 29 января 2013 года                               |                                                            |
| 130 | Эквадор                          | 8 мая 2015 года                                   |                                                            |

### Государства, не входящие в ООН
|   | Страна                                        | Дата признания                                    | Участие в международных организациях           |
| - | --------------------------------------------- | ------------------------------------------------- | ---------------------------------------------- |
| 1 | Государство-город Ватикан                     | 8 июля 2011 года вступило в силу 9 июля 2011 года | ВТО ОБСЕ и 13 других международных организаций |
| 2 | Китайская Республика                          | 9 июля 2011 года                                  | ВТО МОК                                        |
| 3 | Сахарская Арабская Демократическая Республика | 9 июля 2011 года                                  | АС                                             |
| 4 | Республика Сомалиленд                         | 10 июля 2011 года                                 | —                                              |
| 5 | Приднестровская Молдавская Республика         | 12 июля 2011 года                                 | СНГ-2                                          |
| 6 | Государство Палестина                         | 14 июля 2011 года                                 | ЛАГ ОИК МОК ЮНЕСКО                             |
| 6 | Мальтийский орден                             | 12 ноября 2014 года                               |                                                |

## Критика признания независимости Южного Судана
В 2010—2011 годах, ещё до провозглашения независимости Южного Судана, в некоторых средствах массовой информации появлялись статьи о критике раздела Судана со стороны ряда мировых лидеров (Идриса Деби (Чад), Муаммара Каддафи (Ливия), Исайяса Афеворки (Эритрея), Махмуда Ахмадинежада (Иран) и, собственно, Омара аль-Башира (Судан)), однако, первоначальная критика не помешала официальному признанию Южного Судана в качестве независимого государства всеми упомянутыми странами, за исключением Чада.

## Международные организации, признавшие независимость Южного Судана
- Африканский союз признал независимость Южного Судана и 28 июля 2011 года принял его в состав организации в качестве 54-го члена[188].
- Восточноафриканское сообщество, согласно информации от 10 июля 2011 года Южный Судан подал заявку на вступление в эту организацию[189]. В настоящее время независимость Южного Судана признана всеми государствами-членами ВАС, кроме Бурунди[источник не указан 614 дней].
- Всемирный банк 9 июля 2011 года признал независимость Южного Судана[190].
- Европейский союз 8 июля 2011 года признал независимость Южного Судана, решение вступило в силу 9 июля 2011 года[191]. В настоящее время независимость Южного Судана признана всеми государствами-членами ЕС.
- Лига арабских государств 9 июля 2011 года признала независимость Южного Судана и пригласила его вступить в организацию[192].
- Международный олимпийский комитет признал независимость Южного Судана и пригласил его вступить в организацию, но после создания собственного НОК, последнее, однако, может занять длительное время и не позволит стране принять участие в Летних Олимпийских играх 2012 года в Лондоне, хотя южно-суданские спортсмены могут участвовать в этих играх «под другим флагом»[193].
- Организация Исламского сотрудничества признала независимость Южного Судана в приветствии генерального секретаря ОИК[194].
- ООН признала независимость Южного Судана и 14 июля 2011 года приняла его в состав организации в качестве 193-го члена[195][196][197][198][199][200].
- Организация Североатлантического договора (НАТО), все государства-члены НАТО, за исключением Исландии, признали независимость Южного Судана.

Кроме того, Южный Судан признали все государства «Большой семёрки» и 5 государств группы БРИКС.

## Отношения с отдельными странами
Свой первый официальный зарубежный визит президент Южного Судана совершил 20 декабря 2011 года в Израиль. В ходе визита он встретился с премьер-министром Биньямином Нетаньяху, президентом Шимоном Пересом, министром иностранных дел Авигдором Либерманом, министром обороны Эхудом Бараком. Велись переговоры по вопросам открытия посольства Южного Судана в Израиле, содействия в областях сельского хозяйства, здравоохранения и образования. Израиль признал независимость Южного Судана и установил с ним дипломатические отношения почти сразу после провозглашения отделения Юга от Хартума 9 июля 2011 года.